# Żeglarstwo na Letnich Igrzyskach Olimpijskich 1920
Żeglarstwo na Letnich Igrzyskach Olimpijskich 1920 w Antwerpii rozgrywane było w dniach 7–10 lipca w Ostendzie, zaś 3 sierpnia w Amsterdamie przeprowadzono dodatkowy wyścig między dwoma holenderskimi żaglówkami. W programie było aż 14 konkurencji. Tylko w jednej wystartowały więcej, niż 3 jachty, natomiast w połowie zgłosiła się zaledwie jedna załoga.

## Medaliści
| Konkurencja     | Złoto | Srebro                                                                                       | Brąz |
| Jole 12-stopowe | Holandia · Beatrijs IIICornelis Hin · Frans Hin · Johan Hin | Holandia · BoreasArnoud van der Biesen · Petrus Beukers                                      | |
| Jole 18-stopowe | Wielka Brytania · BratFrancis Richards · Thomas Hedberg |                                                                                              | |
| Klasa 6 m       | Formuła 1907 | Formuła 1907                                                                                 | Formuła 1907 |
| Klasa 6 m       | Belgia · EdelweißÉmile Cornellie · Frédéric Bruynseels · Florimond Cornellie | Norwegia · MarmiEinar Torgersen · Leif Erichsen · Andreas Knudsen                            | Norwegia · StellaHenrik Agersborg · Einar Berntsen · Trygve Pedersen                                             |
| Klasa 6 m       | Formuła 1919 |                                                                                              | |
| Klasa 6 m       | Norwegia · JoAndreas Brecke · Paal Kaasen · Ingolf Rød | Belgia · Tan-Fe-PahLéon Huybrechts · Charles Van Den Bussche · John Klotz                    | |
| Klasa 6,5 m     | Holandia · OranjeJoop Carp · Bernard Carp · Petrus Wernink | Francja · Rose PomponAlbert Weil · Robert Monier · Félix Picon                               | |
| Klasa 7 m       | Wielka Brytania · AncoraCyril Wright · Robert Coleman · William Maddison · Dorothy Wright                                                                                         | Norwegia · ForneboJohan Faye · Sten Abel · Christian Dick · Niels Nielsen                    | |
| Klasa 8 m       | Formuła 1907 | Formuła 1907                                                                                 | Formuła 1907 |
| Klasa 8 m       | Norwegia · IerneCarl Ringvold · Thorleif Holbye · Alf Jacobsen · Kristoffer Olsen · Tellef Wagle                                                                                  |                                                                                              | |
| Klasa 8 m       | Formuła 1919 |                                                                                              | |
| Klasa 8 m       | Norwegia · SildraMagnus Konow · Thorleif Kristoffersen · Reidar Martiniuson · Ragnar Vik                                                                                          | Norwegia · LynJens Salvesen · Finn Schiander · Lauritz Schmidt · Nils Thomas · Ralph Tschudi | Belgia · Antwerpia VAlbert Grisar · Georges Hellebuyck · Willy de l’Arbre · Léopold Standaert · Henri Weewauters |
| Klasa 10 m      | Formuła 1907 | Formuła 1907                                                                                 | Formuła 1907 |
| Klasa 10 m      | Norwegia · EledaErik Herseth · Sigurd Holter · Gunnar Jamvold · Peter Jamvold · Claus Juell · Ingar Nielsen · Ole Sørensen                                                        |                                                                                              | |
| Klasa 10 m      | Formuła 1919 |                                                                                              | |
| Klasa 10 m      | Norwegia · Mosk IICharles Arentz · Robert Giertsen · Willy Gilbert · Arne Sejersted · Halfdan Schjøtt · Trygve Schjøtt · Otto Falkenberg                                          |                                                                                              | |
| Klasa 12 m      | Formuła 1907 | Formuła 1907                                                                                 | Formuła 1907 |
| Klasa 12 m      | Norwegia · AtlantaHenrik Østervold · Jan Østervold · Ole Østervold · Hans Næss · Halvor Møgster · Halvor Birkeland · Rasmus Birkeland · Kristian Østervold · Lauritz Christiansen |                                                                                              | |
| Klasa 12 m      | Formuła 1919 |                                                                                              | |
| Klasa 12 m      | Norwegia · Heira IIJohan Friele · Olaf Ørvig · Arthur Allers · Christen Wiese · Martin Borthen · Egill Reimers · Kaspar Hassel · Thor Ørvig · Erik Ørvig                          |                                                                                              | |
| Klasa 30 m²     | Szwecja · KullanGösta Lundqvist · Rolf Steffenburg · Gösta Bengtsson |                                                                                              | |
| Klasa 40 m²     | Szwecja · SifTore Holm · Yngve Holm · Axel Rydin · Georg Tengwall | Szwecja · ElsieGustaf Svensson · Ragnar Svensson · Percy Almstedt · Erik Mellbin             | |

## Kraje uczestniczące
W zawodach wzięły udział 24 załogi, łącznie ponad 100 żeglarzy (w tym 1 kobieta) z 6 krajów:
| - Belgia - Francja - Holandia - Norwegia - Szwecja - Wielka Brytania |

## Klasyfikacja medalowa
| Lp. | Państwo         |   |   |   | Razem |
| --- | --------------- | - | - | - | ----- |
| 1.  | Norwegia        | 7 | 3 | 1 | 11    |
| 2.  | Holandia        | 2 | 1 | 0 | 3     |
| 2.  | Szwecja         | 2 | 1 | 0 | 3     |
| 4.  | Wielka Brytania | 2 | 0 | 0 | 2     |
| 5.  | Belgia          | 1 | 1 | 1 | 3     |
| 6.  | Francja         | 0 | 1 | 0 | 1     |